# Cheshire (Ohio)
Cheshire es una villa ubicada en el condado de Gallia en el estado estadounidense de Ohio. En el Censo de 2010 tenía una población de 132 habitantes y una densidad poblacional de 65,17 personas por km².

## Geografía
Cheshire se encuentra ubicada en las coordenadas 38°57′5″N 82°6′51″O / 38.95139, -82.11417. Según la Oficina del Censo de los Estados Unidos, Cheshire tiene una superficie total de 2.03 km², de la cual 1.99 km² corresponden a tierra firme y (1.53%) 0.03 km² es agua.

## Demografía
Según el censo de 2010, había 132 personas residiendo en Cheshire. La densidad de población era de 65,17 hab./km². De los 132 habitantes, Cheshire estaba compuesto por el 96.21% blancos, el 0.76% eran afroamericanos, el 0% eran amerindios, el 0% eran asiáticos, el 0% eran isleños del Pacífico, el 2.27% eran de otras razas y el 0.76% pertenecían a dos o más razas. Del total de la población el 1.52% eran hispanos o latinos de cualquier raza.